# Ду (департамент)
Ду (на френски: Doubs) е департамент в регион Бургундия-Франш Конте, източна Франция. Образуван е през 1790 година от източните части на провинция Франш Конте и получава името на река Ду. Площта му е 5234 км², а населението – 537 753 души (2016). Административен център е град Безансон.